# انشام (حفاش)

تعديل مصدري - تعديل

انشام هي إحدى قرى عزلة بني احمد بمديرية حفاش التابعة لمحافظة المحويت، بلغ تعداد سكانها 428 نسمة حسب تعداد اليمن لعام 2004.